# Campionato europeo femminile di pallacanestro Under-18 Division B 2019
Il Campionato europeo femminile di pallacanestro Under-18 2019 (noto anche come FIBA EuroBasket Women Under-18 2019) dal 5 al 14 luglio 2019 in Macedonia del Nord, a Skopje.

## Squadre partecipanti
- Albania
- Austria
- Belgio
- Danimarca
- Estonia
- Finlandia
- Gran Bretagna
- Grecia
- Irlanda
- Islanda
- Kosovo
- Lussemburgo

- Macedonia del Nord
- Norvegia
- Paesi Bassi
- Portogallo
- Romania
- Slovacchia
- Slovenia
- Svezia
- Svizzera
- Turchia
- Ucraina

## Prima Fase

### Gruppo A
| Pos | Team      | V - P | Pf - Ps   | Diff | Pts |
| --- | --------- | ----- | --------- | ---- | --- |
| 1   | Finlandia | 5 - 0 | 380 - 249 | 131  | 10  |
| 2   | Danimarca | 4 - 1 | 400 - 236 | 164  | 9   |
| 3   | Slovenia  | 3 - 2 | 348 - 209 | 139  | 8   |
| 4   | Estonia   | 2 - 3 | 320 - 338 | -18  | 7   |
| 5   | Norvegia  | 1 - 4 | 196 - 336 | -140 | 6   |
| 6   | Kosovo    | 0 - 5 | 172 - 448 | -276 | 5   |

| 5 luglio 2019 | Kosovo | 12 – 97 | Slovenia |  |

| 5 luglio 2019 | Norvegia | 29 – 86 | Danimarca |  |

| 5 luglio 2019 | Finlandia | 90 – 65 | Estonia |  |

| 6 luglio 2019 | Danimarca | 66 – 73 | Finlandia |  |

| 6 luglio 2019 | Estonia | 100 – 35 | Kosovo |  |

| 6 luglio 2019 | Slovenia | 70 – 31 | Norvegia |  |

| 7 luglio 2019 | Kosovo | 37 – 106 | Danimarca |  |

| 7 luglio 2019 | Estonia | 51 – 74 | Slovenia |  |

| 7 luglio 2019 | Finlandia | 68 – 28 | Norvegia |  |

| 9 luglio 2019 | Slovenia | 53 – 56 | Finlandia |  |

| 9 luglio 2019 | Norvegia | 52 – 51 | Kosovo |  |

| 9 luglio 2019 | Danimarca | 83 – 43 | Estonia |  |

| 10 luglio 2019 | Kosovo | 37 – 93 | Finlandia |  |

| 10 luglio 2019 | Estonia | 61 – 56 | Norvegia |  |

| 10 luglio 2019 | Danimarca | 59 – 54 | Slovenia |  |

### Gruppo B
| Pos | Team       | V - P | Pf - Ps   | Diff | Pts |
| --- | ---------- | ----- | --------- | ---- | --- |
| 1   | Turchia    | 4 - 0 | 330 - 195 | 135  | 8   |
| 2   | Portogallo | 3 - 1 | 283 - 199 | 84   | 7   |
| 3   | Svizzera   | 2 - 2 | 271 - 246 | 25   | 6   |
| 4   | Islanda    | 1 - 3 | 202 - 322 | -120 | 5   |
| 5   | Bulgaria   | 0 - 4 | 215 - 339 | -124 | 4   |

| 5 luglio 2019 | Turchia | 103 – 43 | Islanda |  |

| 5 luglio 2019 | Bulgaria | 35 – 92 | Portogallo |  |

| 6 luglio 2019 | Svizzera | 75 – 58 | Bulgaria |  |

| 6 luglio 2019 | Portogallo | 41 – 62 | Turchia |  |

| 7 luglio 2019 | Islanda | 49 – 65 | Portogallo |  |

| 7 luglio 2019 | Turchia | 68 – 57 | Svizzera |  |

| 9 luglio 2019 | Bulgaria | 54 – 97 | Turchia |  |

| 9 luglio 2019 | Svizzera | 86 – 35 | Islanda |  |

| 10 luglio 2019 | Portogallo | 85 – 53 | Svizzera |  |

| 10 luglio 2019 | Islanda | 75 – 68 | Bulgaria |  |

### Gruppo C
| Pos | Team               | V - P | Pf - Ps   | Diff | Pts |
| --- | ------------------ | ----- | --------- | ---- | --- |
| 1   | Grecia             | 5 - 0 | 303 - 215 | 88   | 10  |
| 2   | Romania            | 3 - 2 | 275 - 255 | 20   | 8   |
| 3   | Irlanda            | 3 - 2 | 283 - 249 | 34   | 8   |
| 4   | Slovacchia         | 3 - 2 | 256 - 276 | -20  | 8   |
| 5   | Austria            | 1 - 4 | 244 - 289 | -45  | 6   |
| 6   | Macedonia del Nord | 0 - 5 | 205 - 282 | -77  | 5   |

| 5 luglio 2019 | Austria | 39 – 60 | Irlanda |  |

| 5 luglio 2019 | Grecia | 73 – 38 | Slovacchia |  |

| 5 luglio 2019 | Macedonia del Nord | 44 – 59 | Romania |  |

| 6 luglio 2019 | Slovacchia | 57 – 50 | Austria |  |

| 6 luglio 2019 | Romania | 51 – 63 | Grecia |  |

| 6 luglio 2019 | Irlanda | 60 – 39 | Macedonia del Nord |  |

| 7 luglio 2019 | Grecia | 48 – 38 | Macedonia del Nord |  |

| 7 luglio 2019 | Austria | 41 – 53 | Romania |  |

| 7 luglio 2019 | Slovacchia | 58 – 70 | Irlanda |  |

| 9 luglio 2019 | Romania | 50 – 54 | Slovacchia |  |

| 9 luglio 2019 | Macedonia del Nord | 51 – 66 | Austria |  |

| 9 luglio 2019 | Irlanda | 40 – 51 | Grecia |  |

| 10 luglio 2019 | Austria | 48 – 68 | Grecia |  |

| 10 luglio 2019 | Romania | 62 – 53 | Irlanda |  |

| 10 luglio 2019 | Slovacchia | 49 – 33 | Macedonia del Nord |  |

### Gruppo D
| Pos | Team          | V - P | Pf - Ps   | Diff | Pts |
| --- | ------------- | ----- | --------- | ---- | --- |
| 1   | Svezia        | 5 - 0 | 366 - 212 | 154  | 10  |
| 2   | Paesi Bassi   | 4 - 1 | 365 - 242 | 123  | 9   |
| 3   | Ucraina       | 3 - 2 | 306 - 288 | 18   | 8   |
| 4   | Lussemburgo   | 2 - 3 | 216 - 270 | -54  | 7   |
| 5   | Gran Bretagna | 1 - 4 | 235 - 307 | -72  | 6   |
| 6   | Albania       | 0 - 5 | 241 - 410 | -169 | 5   |

| 5 luglio 2019 | Ucraina | 58 – 41 | Lussemburgo |  |

| 5 luglio 2019 | Gran Bretagna | 48 – 73 | Paesi Bassi |  |

| 5 luglio 2019 | Albania | 46 – 100 | Svezia |  |

| 6 luglio 2019 | Lussemburgo | 74 – 49 | Albania |  |

| 6 luglio 2019 | Svezia | 81 – 38 | Gran Bretagna |  |

| 6 luglio 2019 | Paesi Bassi | 68 – 65 | Ucraina |  |

| 7 luglio 2019 | Albania | 36 – 89 | Paesi Bassi |  |

| 7 luglio 2019 | Ucraina | 65 – 46 | Gran Bretagna |  |

| 7 luglio 2019 | Lussemburgo | 35 – 47 | Svezia |  |

| 9 luglio 2019 | Gran Bretagna | 67 – 50 | Albania |  |

| 9 luglio 2019 | Svezia | 73 – 38 | Ucraina |  |

| 9 luglio 2019 | Paesi Bassi | 80 – 28 | Lussemburgo |  |

| 10 luglio 2019 | Albania | 60 – 80 | Ucraina |  |

| 10 luglio 2019 | Paesi Bassi | 55 – 65 | Svezia |  |

| 10 luglio 2019 | Lussemburgo | 38 – 36 | Gran Bretagna |  |

## Seconda Fase

### Fase Perdenti

#### Gruppo E
| Pos | Team     | V - P | Pf - Ps   | Diff | Pts |
| --- | -------- | ----- | --------- | ---- | --- |
| 1   | Bulgaria | 2 - 0 | 139 - 112 | 27   | 4   |
| 2   | Norvegia | 1 - 1 | 103 - 107 | -4   | 3   |
| 3   | Kosovo   | 0 - 2 | 112 - 135 | -23  | 2   |

| 9 luglio 2019 | Norvegia | 52 – 51 | Kosovo |  |

| 12 luglio 2019 | Kosovo | 61 – 83 | Bulgaria |  |

| 13 luglio 2019 | Bulgaria | 56 – 51 | Norvegia |  |

### Classificazione 17º - 23º posto
| 12 luglio 2019 | Gran Bretagna | 57 – 54 | Macedonia del Nord |  |

| 12 luglio 2019 | Austria | 90 – 46 | Albania |  |

| 13 luglio 2019 | Austria | 67 – 52 | Gran Bretagna |  |

### Classificazione 9º - 16º posto
Quarti di finale
| 12 luglio 2019 | Slovenia | 72 – 45 | Islanda |  |

| 12 luglio 2019 | Ucraina | 51 – 66 | Slovacchia |  |

| 12 luglio 2019 | Svizzera | 70 – 54 | Estonia |  |

| 12 luglio 2019 | Irlanda | 65 – 54 | Lussemburgo |  |

Semifinali 13º - 16º posto
| 13 luglio 2019 | Islanda | 60 – 77 | Ucraina |  |

| 13 luglio 2019 | Estonia | 60 – 65 | Lussemburgo |  |

Semifinali 9º - 12º posto
| 13 luglio 2019 | Slovenia | 56 – 64 | Slovacchia |  |

| 13 luglio 2019 | Svizzera | 52 – 61 | Irlanda |  |

### Classificazione 1º - 8º posto
Quarti di Finale
| 12 luglio 2019 | Finlandia | 82 – 48 | Portogallo |  |

| 12 luglio 2019 | Svezia | 63 – 55 | Romania |  |

| 12 luglio 2019 | Turchia | 62 – 58 | Danimarca |  |

| 12 luglio 2019 | Grecia | 65 – 53 | Paesi Bassi |  |

Semifinali 5º - 8º posto
| 13 luglio 2019 | Portogallo | 80 – 45 | Romania |  |

| 13 luglio 2019 | Danimarca | 61 – 55 | Paesi Bassi |  |

Semifinali 1º - 4º posto
| 13 luglio 2019 | Finlandia | 65 – 46 | Svezia |  |

| 13 luglio 2019 | Turchia | 56 – 58 | Grecia |  |

### Finali
- 21º - 22º posto

| 14 luglio 2019 | Kosovo | 65 – 86 | Macedonia del Nord |  |

- 19º - 20º posto

| 14 luglio 2019 | Norvegia | 40 – 55 | Gran Bretagna |  |

- 17º - 18º posto

| 14 luglio 2019 | Bulgaria | 62 – 65 | Austria |  |

- 15º - 16º posto

| 14 luglio 2019 | Islanda | 76 – 75 | Estonia |  |

- 13º - 14º posto

| 14 luglio 2019 | Ucraina | 70 – 46 | Lussemburgo |  |

- 11º - 12º posto

| 14 luglio 2019 | Slovenia | 53 – 51 | Svizzera |  |

- 9º - 10º posto

| 14 luglio 2019 | Slovacchia | 48 – 61 | Irlanda |  |

- 7º - 8º posto

| 14 luglio 2019 | Romania | 58 – 82 | Paesi Bassi |  |

- 5º - 6º posto

| 14 luglio 2019 | Portogallo | 60 – 70 | Danimarca |  |

- 3º - 4º posto

| 14 luglio 2019 | Svezia | 57 – 65 | Turchia |  |

- 1º - 2º posto

| 14 luglio 2019 | Finlandia | 63 – 56 | Grecia |  |

## Classifica finale
| Pos     | Team               |  |
| ------- | ------------------ |  |
| Oro     | Finlandia          |  |
| Argento | Grecia             |  |
| Bronzo  | Turchia            |  |
| 4.      | Svezia             |  |
| 5.      | Danimarca          |  |
| 6.      | Portogallo         |  |
| 7.      | Paesi Bassi        |  |
| 8.      | Romania            |  |
| 9.      | Irlanda            |  |
| 10.     | Slovacchia         |  |
| 11.     | Slovenia           |  |
| 12.     | Svizzera           |  |
| 13.     | Ucraina            |  |
| 14.     | Lussemburgo        |  |
| 15.     | Islanda            |  |
| 16.     | Estonia            |  |
| 17.     | Austria            |  |
| 18.     | Bulgaria           |  |
| 19.     | Gran Bretagna      |  |
| 20.     | Norvegia           |  |
| 21.     | Macedonia del Nord |  |
| 22.     | Kosovo             |  |
| 23.     | Albania            |  |